# Batomys granti
Batomys granti és una espècie de mamífer rosegador de la família dels múrids. És endèmic de l'illa de Luzon (Filipines), on viu a altituds d'entre 1.650 i 2.600 msnm. El seu hàbitat natural són els boscos montans i molsosos. És una espècie en risc mínim, és a dir, no sembla que hi hagi cap amenaça significativa per a la seva supervivència. Aquest tàxon fou anomenat en honor de l'ornitòleg escocès William Robert Ogilvie-Grant.